# عشق و سیگار
عشق و سیگار (به انگلیسی: Romance & Cigarettes) فیلمی کمدی رمانتیک و موزیکال محصول سال ۲۰۰۵ به کارگردانی جان تورتورو است. در این فیلم بازیگرانی همچون جیمز گاندولفینی، سوزان ساراندون، کیت وینسلت، استیو بوشمی، بابی کاناول، مندی مور، مری-لوئیز پارکر، آیدا تورتورو، کریستوفر واکن، باربارا سکووا، الین استریچ، ادی ایزارد و امی سداریس ایفای نقش کرده‌اند.

## بازیگران اصلی
- جیمز گاندولفینی در نقش Nick Murder
- سوزان ساراندون در نقش Kitty Kane Murder
- کیت وینسلت در نقش Tula
- استیو بوشمی در نقش Angelo
- بابی کاناول در نقش Chetty Jr. / 'Fryburg'
- مندی مور در نقش Baby Murder
- مری-لوئیز پارکر در نقش Constance Murder
- آیدا تورتورو در نقش Rosebud / 'Rara'
- کریستوفر واکن در نقش Cousin Bo
- باربارا سکووا در نقش Gracie
- الین استریچ در نقش Grace Murder
- ادی ایزارد در نقش Father Gene Vincent
- امی سداریس در نقش Frances
- پی.جی. براون as Police Officer
- آدام لوفیور در نقش Frances's boyfriend
- تونیا پینکینز در نقش Medic
- کدی هافمن در نقش Roe
- کمار پالانا در نقش Da Da Kumar